# A la fiesta
A la fiesta è il secondo singolo estratto dall'album di debutto della cantante europop spagnola Miranda, Fiesta uscito nell'autunno del 1999 dopo il grande successo del primo singolo Vamos A La Playa uscito in estate. In controtendenza rispetto al resto del mondo in cui è stato estratto dopo Eldorado, in Italia la canzone è uscita prima ma ha ottenuto lo stesso un buon successo venendo inserita in numerose compilation dedicate alla musica dance.

## Tracce
1. Ibiza Radio Edit
2. London Radio Edit
3. Ibiza Club Mix
4. London Club Mix

## Classifiche
| Paese       | Posizione più alta |
| ----------- | ------------------ |
| Italia      | 35                 |
| Paesi Bassi | 66                 |